# Clã Akimoto

O Mon (brasão) do Clã Akimoto

O Clã Akimoto (秋元氏, Akimoto-shi) foi um clã da história do Japão que descendia do Clã Utsunomiya da Província de Shimotsuke, e este descendia do Clã Fujiwara. O nome Akimoto foi tomado da região que ocuparam em 1450, na Província de Kazusa.
- Akimoto Nagatomo (-1628). Inicialmente era vassalo do Clã Go-Hōjō, com a queda destes depois do Cerco de Odawara (1590), ligou-se a Tokugawa Ieyasu, que lhe deu o Domínio de Soja na Província de Kōzuke (1590), e depois da Batalha de Sekigahara (1600), foi elevado à categoria de Daimyō [1].
- Akimoto Yasutomo (1580-1642). Recebeu o título de Tajima no kami em 1641 junto com o Domínio de Tanimura (Província de Kai - 18.000 koku) [1].
- Akimoto Takatomo (1647-1714), filho  de Toda Tadamasa que foi adotado por Akimoto Tomitomo, que não tinha filhos. Em 1704, ele foi transferido para o Domínio de Kawagoe (na Província de Musashi - 50.000 koku). Seus descendentes residiam em 1767 no Domínio de Yamagata (na Província de Dewa), e entre 1845-1868 no Domínio de Tatebayashi (Kōzuke - 63.000 koku) onde permaneceram até a Restauração Meiji. Depois disso o líder do clã se tornou Shishaku (Visconde) de acordo com o Kazoku [1].